# 트라닉스
트라닉스 주식회사(영어: TRANIX)는 현대자동차그룹 계열의 파워트레인 제조 업체이다.

## 개요
사명인 트라닉스는 Transform과 Mechanics의 합성어이다.